# 正日峰
正日峰是白頭山（長白山）東南脈小白山的山峰，高度為 5,899英尺（1,798米）它位於朝鮮兩江道三池淵市的小白溪岸邊。 
最初，這座峰名叫將帥峰（장수봉）。1930—1940年代，曾有朝鮮抗日游擊隊秘密營地。根據北韓官方史書，金正日出生在那裡。1988年，為紀念金正日，更名為正日峰。在原營地境內佈置了“革命歷史遺址”。南岩上砌有三塊刻有紅字“正日峰”的花崗石板。1992年，為紀念金正日50歲生日，在營地附近安放了一塊刻有金日成的頌詞《致光明星》的紀念碑。
它是白頭山和北韓最重要的景點之一。自1988年以來，每年約有200,000名朝鮮人前往山頂高呼“效忠金正日的誓言”。 